# Raphaël Alexander Johannes Boudewinus Maria van Nispen van Sevenaer
Raphaël Alexander Johannes Boudewinus Maria van Nispen van Sevenaer, heer van Sevenaer (Zevenaar, Huis Sevenaer, 24 januari 1835 - aldaar, 29 april 1885) was een Nederlands politicus.

## Biografie
Van Nispen was een telg uit het rooms-katholieke adelsgeslacht Van Nispen en een zoon van Tweede Kamerlid jhr. Joannes Antonius Christianus Arnoldus van Nispen van Sevenaer (1803-1875) en Isabella Elisabeth Josepha Hoevel (1804-1879). Hij werd geboren en overleed op het familiegoed Huis Sevenaer. In 1861 trouwde hij met jkvr. Adriana Wilhelmina Gijsberta de van der Schueren (1837-1906), telg uit het eveneens rooms-katholieke adelsgeslacht De van der Schueren; zij kregen elf kinderen van wie een zoon eveneens gemeenteraadslid en wethouder van Zevenaar was, van 1920 tot 1935. Zijn jongste dochter volgde hem op als vrouwe van Sevenaer, een kleinzoon was daarna van 1963 tot diens overlijden in 2012 heer van Sevenaer. Een zoon en een schoonzoon werden burgemeester.
Van Nispen werd in 1865 gemeenteraadslid, vanaf 1867 wethouder van zijn geboorteplaats, hetgeen hij tot 1885 zou blijven. Van Nispen was kortstondig lid van de Tweede Kamer, na het overlijden van zijn vader. Hij had zitting in het parlement tijdens de zomermaanden en feitelijke betekenis had zijn lidmaatschap niet, en hij voerde nooit het woord.
- Biografisch Portaal: 35917222
- Parlement.com: vg09ll3nswy5